# Вільгельм II (граф Тулузи)
Вільгельм або Гійом Септиманський (*Guillaume de Septimanie, 29 листопада 826  —850) — граф Тулузи (як Вільгельм II) у 844—849 роках та граф Браселони у 848-850 роках.

## Життєпис
Походив з династії Гільємідів, бокової гілки королівського й імператорського роду Каролінгів. Син Бернарда, графа Тулузи, Барселони, герцога Септиманії, та Дуоди Васконської. Замолоду вчився в Тулузі. Потім його було відправлено до стрийка Теодоріка III, графа Отенського. Після смерті останнього у 830 році Вільгельм опинився у почті імператора Людовика I. У 840 році після смерті імператора перебрався до Юзеса, де набував адміністративного досвіду.
25 червня 841 року Карл II Лисий разом Людовиком II Німецьким у битві при Фонтенуа здобув перемогу над братами Лотарем I та Піпіном II Аквітанським, і Бернард Септиманський відправив Вільгельма, щоб той засвідчив повагу майбутньому імператору. Тут він мешкав при дворі Карла Лисого.
Втім у 842 році між Бернаром і Карлом стався конфлікт, і батько Вільгельма перейшов на бік Піпіна II Аквітанського. Внаслідок цього Вільгельма було позбавлено усіх наданих до того бенефіцій.
У 844 році війська Бернарда зазнали поразки, його було схоплено і незабаром страчено. Після страти батька Вільгельм продовжував служити Піпіну II. Того ж року — 14 червня — відзначився у битві при Ангулемі, де було завдано поразки Карлу Лисому. Слідом за цим йому було доручено оборона Тулузи, Гасконі і Бордо.
У 847 році нормани взяли в облогу Бордо і під час спроби звільнити місто Вільгельм Септиманський зазнав невдачі й потрапив у полон. Піпіну Аквітанському вдалося домовитися про його звільнення. У 848 році Вільгельма рушив до Барселони, де хитрістю домігся, щоб його там визнали графом, поваливши Суніфреда I. Проте Карл Лисий на той час роздав володіння в Готії та Септіманії іншим власникам: Алерану (графства Барселонське, Ампуріас та Руссільйон), Вілфреду (графства Жирона і Бесалу) та Саломону (графства Уржель, Серданья і Конфлент).
У 849 році вірний Карлу Лисому граф Фределон зумів захопити Тулузу. Того ж року Вільгельма було позбавлено графства Тулузького, яке передано було Фределону. Слідом за цим королівські війська встановили контроль над Барселонським графством та сусідніми володіннями.
За цих обставин Вільгельм Септиманський вирушив за допомогою до кордоського еміра Абдаррахмана II. Останній у 850 році надав йому військо, з яким Вільгельм сплюндрував околиці Жирони. Але проти нього виступили франкські війська, які додатково відправив Карл Лисий. У 850 році Вільгельм зазнав поразки, потрапив у полон. Незабаром його було страчено у Барселоні.